# 116e congrès des États-Unis
3 janvier 2019 – 3 janvier 2021
Sessions
Précédent Suivant
Le 116e congrès des États-Unis est la législature fédérale américaine qui se réunit à Washington, D.C. du 3 janvier 2019 au 3 janvier 2021. Elle est inaugurée sous la présidence de Donald Trump et se poursuit jusqu'à la fin de son mandat.
Les 435 représentants sont élus le 6 novembre 2018 et 35 sièges de sénateurs sont renouvelés. Les démocrates deviennent majoritaires au sein de la Chambre des représentants tandis que les républicains gardent le contrôle du Sénat.

## Historique
La législature s'ouvre le 3 janvier 2019 par l'élection de Nancy Pelosi comme présidente de la Chambre.

## Dirigeants

### Sénat
- Président : Mike Pence (R)
- Président pro tempore : Chuck Grassley (R-IA)
- Président pro tempore emeritus : Patrick Leahy (D-VT)
- Chef de la majorité républicaine : Mitch McConnell (R-KY)
- Whip de la majorité républicaine : John Thune (R-SD)
- Chef de la minorité démocrate : Chuck Schumer (D-NY)
- Whip de la minorité démocrate : Dick Durbin (D-IL)

### Chambre des représentants
- Présidente : Nancy Pelosi (D-CA)
- Chef de la majorité démocrate : Steny Hoyer (D-MD)
- Whip de la majorité démocrate : Jim Clyburn (D-SC)
- Chef de la minorité républicaine : Kevin McCarthy (R-CA)
- Whip de la minorité républicaine : Steve Scalise (R-LA)

## Composition

### Composition politique

#### Sénat
- Siège démocrate
- Siège indépendant
- Siège républicain

- Deux démocrates
- Un démocrate et un républicain
- Deux républicains
- Un indépendant[1] et un démocrate
- Un indépendant[1] et un républicain

|                        | Parti        | Parti        | Parti | Total | Vacant |
| Démocrates             | Indépendants | Républicains |       | Total | Vacant |
| ---------------------- | ------------ | ------------ | ----- | ----- | ------ |
|                        |              |              |       | Total | Vacant |
| Fin du 115e congrès    | 47           | 2            | 51    | 100   | 0      |
|                        |              |              |       |       |        |
| Début (3 janvier 2019) | 45           | 2            | 52    | 100   | 1      |
| 8 janvier 2019         | 45           | 2            | 53    | 100   | 0      |

#### Chambre des représentants
- Siège démocrate
- Siège vacant
- Siège libertarien
- Siège républicain

- Démocrate
- Libertarien
- Républicain

| Répartition partisane des représentants | Parti      | Parti        | Parti       | Parti       | Total | Vacants |
| --------------------------------------- | ---------- | ------------ | ----------- | ----------- | ----- | ------- |
|                                         |            |              |             |             | Total | Vacants |
|                                         | Démocrates | Indépendants | Libertarien | Républicain | Total | Vacants |
| Fin du 115e congrès                     | 196        | 0            | 0           | 236         | 432   | 3       |
|                                         |            |              |             |             |       |         |
| 3 janvier 2019                          | 235        | 0            | 0           | 199         | 434   | 1       |
| 23 janvier 2019                         | 235        | 0            | 0           | 198         | 433   | 2       |
| 10 février 2019                         | 235        | 0            | 0           | 197         | 432   | 3       |
| 21 mai 2019                             | 235        | 0            | 0           | 198         | 433   | 2       |
| 4 juillet 2019                          | 235        | 1            | 0           | 197         | 433   | 2       |
| 10 septembre 2019                       | 235        | 1            | 0           | 199         | 435   | 0       |
| 23 septembre 2019                       | 235        | 1            | 0           | 198         | 434   | 1       |
| 1er octobre 2019                        | 235        | 1            | 0           | 197         | 433   | 2       |
| 17 octobre 2019                         | 234        | 1            | 0           | 197         | 432   | 3       |
| 3 novembre 2019                         | 233        | 1            | 0           | 197         | 431   | 4       |
| 19 novembre 2019                        | 232        | 1            | 0           | 198         | 431   | 4       |
| 13 janvier 2020                         | 232        | 1            | 0           | 197         | 430   | 5       |
| 30 mars 2020                            | 232        | 1            | 0           | 196         | 429   | 6       |
| 29 avril 2020                           | 233        | 1            | 0           | 196         | 430   | 5       |
| 1er mai 2020                            | 233        | 0            | 1           | 196         | 430   | 5       |
| 12 mai 2020                             | 233        | 0            | 1           | 198         | 432   | 3       |
| 22 mai 2020                             | 233        | 0            | 1           | 197         | 431   | 4       |
| 23 juin 2020                            | 233        | 0            | 1           | 198         | 432   | 3       |
| 17 juillet 2020                         | 232        | 0            | 1           | 198         | 431   | 4       |
| 4 octobre 2020                          | 232        | 0            | 1           | 197         | 430   | 5       |
| Pourcentage de chaque parti             | 54,0 %     | 0,0 %        | 0,2 %       | 45,8 %      |       |         |
| Membre non votant de la chambre         | 3          | 1            | 0           | 2           | 6     | 0       |

### Liste des sénateurs
Les sénateurs sont élus par tiers, tous les deux ans, selon leur classe. Ils sont ici triés par État puis par classe (1, 2 ou 3). L'affiliation politique du sénateur est indiquée entre parenthèses : R pour le Parti républicain, D pour le Parti démocrate et I pour les indépendants.
 Alabama 

2. Doug Jones (D)
3. Richard Shelby (R)
Alaska

2. Dan Sullivan (R)
3. Lisa Murkowski (R)
Arizona

1. Kyrsten Sinema (D)
3. Martha McSally (R)
Arkansas

2. Tom Cotton (R)
3. John Boozman (R)
Californie

1. Dianne Feinstein (D)
3. Kamala Harris (D)
Caroline du Nord

2. Thom Tillis (R)
3. Richard Burr (R)
Caroline du Sud

2. Lindsey Graham (R)
3. Tim Scott (R)
Colorado

2. Cory Gardner (R)
3. Michael Bennet (D)
Connecticut

1. Chris Murphy (D)
3. Richard Blumenthal (D)
Dakota du Nord

1. Kevin Cramer (R)
3. John Hoeven (R)
Dakota du Sud

2. Mike Rounds (R)
3. John Thune (R)
Delaware

1. Tom Carper (D)
2. Christopher Coons (D)
Floride

1. Rick Scott (R)
3. Marco Rubio (R)
Géorgie

2. David Perdue (R)
3. Kelly Loeffler (R)
Hawaï

1. Mazie Hirono (D)
3. Brian Schatz (D)
Idaho

2. Jim Risch (R)
3. Mike Crapo (R)
Illinois

2. Dick Durbin (D)
3. Tammy Duckworth (D)
Indiana

1. Mike Braun (R)
3. Todd Young (R)
Iowa

2. Joni Ernst (R)
3. Chuck Grassley (R)
Kansas

2. Pat Roberts (R)
3. Jerry Moran (R)
Kentucky

2. Mitch McConnell (R)
3. Rand Paul (R)
Louisiane

2. Bill Cassidy (R)
3. John Kennedy (R)
Maine

1. Angus King (I)
2. Susan Collins (R)
Maryland

1. Ben Cardin (D)
3. Chris Van Hollen (D)
Massachusetts

1. Elizabeth Warren (D)
2. Ed Markey (D)
Michigan

1. Debbie Stabenow (D)
2. Gary Peters (D)
Minnesota

1. Amy Klobuchar (D)
2. Tina Smith (D)
Mississippi

1. Roger Wicker (R)
2. Cindy Hyde-Smith (R)
Missouri

1. Josh Hawley (R)
3. Roy Blunt (R)
Montana

1. Jon Tester (D)
2. Steve Daines (R)
Nebraska

1. Deb Fischer (R)
2. Ben Sasse (R)
Nevada

1. Jacky Rosen (D)
3. Catherine Cortez Masto (D)
New Hampshire

2. Jeanne Shaheen (D)
3. Maggie Hassan (D)
New Jersey

1. Bob Menendez (D)
2. Cory Booker (D)
New York

1. Kirsten Gillibrand (D)
3. Chuck Schumer (D)
Nouveau-Mexique

1. Martin Heinrich (D)
2. Tom Udall (D)
Ohio

1. Sherrod Brown (D)
3. Rob Portman (R)
Oklahoma

2. James Inhofe (R)
3. James Lankford (R)
Oregon

2. Jeff Merkley (D)
3. Ron Wyden (D)
Pennsylvanie

1. Bob Casey, Jr. (D)
3. Pat Toomey (R)
Rhode Island

1. Sheldon Whitehouse (D)
2. Jack Reed (D)
Tennessee

1. Marsha Blackburn (R)
2. Lamar Alexander (R)
Texas

1. Ted Cruz (R)
2. John Cornyn (R)
Utah

1. Mitt Romney (R)
3. Mike Lee (R)
Vermont

1. Bernie Sanders (I)
3. Patrick Leahy (D)
Virginie

1. Tim Kaine (D)
2. Mark Warner (D)
Virginie-Occidentale

1. Joe Manchin (D)
2. Shelley Moore Capito (R)
Washington

1. Maria Cantwell (D)
3. Patty Murray (D)
Wisconsin

1. Tammy Baldwin (D)
3. Ron Johnson (R)
Wyoming

1. John Barrasso (R)
2. Mike Enzi (R)

### Liste des représentants
Les représentants sont élus tous les deux ans dans leur district congressionnel. Ils sont ici triés par État puis par numéro de district (AL signifiant district at-large, correspondant à l'ensemble de l'État). L'affiliation politique du représentant est indiquée entre parenthèses : R pour le Parti républicain, D pour le Parti démocrate et L pouir la Parti libertarien
Alabama

1. Bradley Byrne (R)

2. Martha Roby (R)

3. Mike Rogers (R)

4. Robert Aderholt (R)

5. Mo Brooks (R)

6. Gary Palmer (R)

7. Terri Sewell (D)
Alaska

AL. Don Young (R)
Arizona

1. Tom O'Halleran (D)

2. Ann Kirkpatrick (D)

3. Raúl Grijalva (D)

4. Paul Gosar (R)

5. Andy Biggs (R)

6. David Schweikert (R)

7. Ruben Gallego (D)

8. Debbie Lesko (R)

9. Greg Stanton (D)
Arkansas

1. Rick Crawford (R)

2. French Hill (R)

3. Steve Womack (R)

4. Bruce Westerman (R)
Californie

1. Doug LaMalfa (R)

2. Jared Huffman (D)

3. John Garamendi (D)

4. Tom McClintock (R)

5. Mike Thompson (D)

6. Doris Matsui (D)

7. Ami Bera (D)

8. Paul Cook (R)

9. Jerry McNerney (D)

10. Josh Harder (D)

11. Mark DeSaulnier (D)

12. Nancy Pelosi (D)

13. Barbara Lee (D)

14. Jackie Speier (D)

15. Eric Swalwell (D)

16. Jim Costa (D)

17. Ro Khanna (D)

18. Anna Eshoo (D)

19. Zoe Lofgren (D)

20. Jimmy Panetta (D)

21. TJ Cox (D)

22. Devin Nunes (R)

23. Kevin McCarthy (R)

24. Salud Carbajal (D)

25. Mike Garcia (R)

26. Julia Brownley (D)

27. Judy Chu (D)

28. Adam Schiff (D)

29. Tony Cárdenas (D)

30. Brad Sherman (D)

31. Pete Aguilar (D)

32. Grace Napolitano (D)

33. Ted Lieu (D)

34. Jimmy Gomez (D)

35. Norma Torres (D)

36. Raul Ruiz (D)

37. Karen Bass (D)

38. Linda Sánchez (D)

39. Gil Cisneros (D)

40. Lucille Roybal-Allard (D)

41. Mark Takano (D)

42. Ken Calvert (R)

43. Maxine Waters (D)

44. Nanette Barragán (D)

45. Katie Porter (D)

46. Lou Correa (D)

47. Alan Lowenthal (D)

48. Harley Rouda (D)

49. Mike Levin (D)

50. Vacant

51. Juan Vargas (D)

52. Scott Peters (D)

53. Susan Davis (D)
Caroline du Nord

1. G. K. Butterfield (D)

2. George Holding (R)

3. Greg Murphy (R)

4. David Price (D)

5. Virginia Foxx (R)

6. Mark Walker (R)

7. David Rouzer (R)

8. Richard Hudson (R)

9. Dan Bishop (R)

10. Patrick McHenry (R)

11. Mark Meadows (R)

12. Alma Adams (D)

13. Ted Budd (R)
Caroline du Sud

1. Joe Cunningham (D)

2. Joe Wilson (R)

3. Jeff Duncan (R)

4. William Timmons (R)

5. Ralph Norman (R)

6. Jim Clyburn (D)

7. Tom Rice (R)
Colorado

1. Diana DeGette (D)

2. Joe Neguse (D)

3. Scott Tipton (R)

4. Ken Buck (R)

5. Doug Lamborn (R)

6. Jason Crow (D)

7. Ed Perlmutter (D)
Connecticut

1. John Larson (D)

2. Joe Courtney (D)

3. Rosa DeLauro (D)

4. Jim Himes (D)

5. Jahana Hayes (D)
Dakota du Nord

AL. Kelly Armstrong (R)
Dakota du Sud

AL. Dusty Johnson (R)
Delaware

AL. Lisa Blunt Rochester (D)
Floride

1. Matt Gaetz (R)

2. Neal Dunn (R)

3. Ted Yoho (R)

4. John Rutherford (R)

5. Al Lawson (D)

6. Michael Waltz (R)

7. Stephanie Murphy (D)

8. Bill Posey (R)

9. Darren Soto (D)

10. Val Demings (D)

11. Dan Webster (R)

12. Gus Bilirakis (R)

13. Charlie Crist (D)

14. Kathy Castor (D)

15. Ross Spano (R)

16. Vern Buchanan (R)

17. Greg Steube (R)

18. Brian Mast (R)

19. Francis Rooney (R)

20. Alcee Hastings (D)

21. Ted Deutch (D)

22. Lois Frankel (D)

23. Debbie Wasserman Schultz (D)

24. Frederica Wilson (D)

25. Mario Díaz-Balart (R)

26. Debbie Mucarsel-Powell (D)

27. Donna Shalala (D)
Géorgie

1. Buddy Carter (R)

2. Sanford Bishop (D)

3. Drew Ferguson (R)

4. Hank Johnson (D)

5. John Lewis (D)

6. Lucy McBath (D)

7. Rob Woodall (R)

8. Austin Scott (R)

9. Doug Collins (R)

10. Jody Hice (R)

11. Barry Loudermilk (R)

12. Rick Allen (R)

13. David Scott (D)

14. Tom Graves (R)
Hawaï

1. Ed Case (D)

2. Tulsi Gabbard (D)
Idaho

1. Russ Fulcher (R)

2. Mike Simpson (R)
Illinois

1. Bobby Rush (D)

2. Robin Kelly (D)

3. Dan Lipinski (D)

4. Luis Gutiérrez (D)

5. Mike Quigley (D)

6. Sean Casten (D)

7. Danny Davis (D)

8. Raja Krishnamoorthi (D)

9. Jan Schakowsky (D)

10. Brad Schneider (D)

11. Bill Foster (D)

12. Mike Bost (R)

13. Rodney Davis (R)

14. Lauren Underwood (D)

15. John Shimkus (R)

16. Adam Kinzinger (R)

17. Cheri Bustos (D)

18. Darin LaHood (R)
Indiana

1. Pete Visclosky (D)

2. Jackie Walorski (R)

3. Jim Banks (R)

4. Jim Baird (R)

5. Susan Brooks (R)

6. Greg Pence (R)

7. André Carson (D)

8. Larry Bucshon (R)

9. Trey Hollingsworth (R)
Iowa

1. Abby Finkenauer (D)

2. Dave Loebsack (D)

3. Cindy Axne (D)

4. Steve King (R)
Kansas

1. Roger Marshall (R)

2. Steve Watkins (R)

3. Sharice Davids (D)

4. Ron Estes (R)
Kentucky

1. James Comer (R)

2. Brett Guthrie (R)

3. John Yarmuth (D)

4. Thomas Massie (R)

5. Hal Rogers (R)

6. Andy Barr (R)
Louisiane

1. Steve Scalise (R)

2. Cedric Richmond (D)

3. Clay Higgins (R)

4. Mike Johnson (R)

5. Ralph Abraham (R)

6. Garret Graves (R)
Maine

1. Chellie Pingree (D)

2. Jared Golden (D)
Maryland

1. Andy Harris (R)

2. Dutch Ruppersberger (D)

3. John Sarbanes (D)

4. Anthony G. Brown (D)

5. Steny Hoyer (D)

6. David Trone (D)

7. Kweisi Mfume (D)

8. Jamie Raskin (D)
Massachusetts

1. Richard Neal (D)

2. Jim McGovern (D)

3. Lori Trahan (D)

4. Joe Kennedy (D)

5. Katherine Clark (D)

6. Seth Moulton (D)

7. Ayanna Pressley (D)

8. Stephen Lynch (D)

9. Bill Keating (D)
Michigan

1. Jack Bergman (R)

2. Bill Huizenga (R)

3. Justin Amash (L)

4. John Moolenaar (R)

5. Dan Kildee (D)

6. Fred Upton (R)

7. Tim Walberg (R)

8. Elissa Slotkin (D)

9. Andy Levin (D)

10. Paul Mitchell (R)

11. Haley Stevens (D)

12. Debbie Dingell (D)

13. Rashida Tlaib (D)

14. Brenda Lawrence (D)
Minnesota

1. Jim Hagedorn (R)

2. Angie Craig (D)

3. Dean Phillips (D)

4. Betty McCollum (D)

5. Ilhan Omar (D)

6. Tom Emmer (R)

7. Collin Peterson (D)

8. Pete Stauber (R)
Mississippi

1. Trent Kelly (R)

2. Bennie Thompson (D)

3. Michael Guest (R)

4. Steven Palazzo (R)
Missouri

1. Lacy Clay (D)

2. Ann Wagner (R)

3. Blaine Luetkemeyer (R)

4. Vicky Hartzler (R)

5. Emanuel Cleaver (D)

6. Sam Graves (R)

7. Billy Long (R)

8. Jason Smith (R)
Montana

AL. Greg Gianforte (R)

Nebraska

1. Jeff Fortenberry (R)

2. Don Bacon (R)

3. Adrian Smith (R)
Nevada

1. Dina Titus (D)

2. Mark Amodei (R)

3. Susie Lee (D)

4. Steven Horsford (D)
New Hampshire

1. Chris Pappas (D)

2. Ann McLane Kuster (D)
New Jersey

1. Donald Norcross (D)

2. Jeff Van Drew (R)

3. Andy Kim (D)

4. Chris Smith (R)

5. Josh Gottheimer (D)

6. Frank Pallone (D)

7. Tom Malinowski (D)

8. Albio Sires (D)

9. Bill Pascrell (D)

10. Donald Payne Jr. (D)

11. Mikie Sherrill (D)

12. Bonnie Watson Coleman (D)
New York

1. Lee Zeldin (R)

2. Peter King (R)

3. Tom Suozzi (D)

4. Kathleen Rice (D)

5. Gregory Meeks (D)

6. Grace Meng (D)

7. Nydia Velázquez (D)

8. Hakeem Jeffries (D)

9. Yvette Clarke (D)

10. Jerrold Nadler (D)

11. Max Rose (D)

12. Carolyn Maloney (D)

13. Adriano Espaillat (D)

14. Alexandria Ocasio-Cortez (D)

15. José E. Serrano (D)

16. Eliot Engel (D)

17. Nita Lowey (D)

18. Sean Patrick Maloney (D)

19. Antonio Delgado (D)

20. Paul Tonko (D)

21. Elise Stefanik (R)

22. Anthony Brindisi (D)

23. Thomas Reed (R)

24. John Katko (R)

25. Joseph D. Morelle (D)

26. Brian Higgins (D)

27. Chris Jacobs (R)

Nouveau-Mexique 

1. Deb Haaland (D)

2. Xochitl Torres Small (D)

3. Ben Ray Luján (D)
Ohio

1. Steve Chabot (R)

2. Brad Wenstrup (R)

3. Joyce Beatty (D)

4. Jim Jordan (R)

5. Bob Latta (R)

6. Bill Johnson (R)

7. Bob Gibbs (R)

8. Warren Davidson (R)

9. Marcy Kaptur (D)

10. Mike Turner (R)

11. Marcia Fudge (D)

12. Troy Balderson (R)

13. Tim Ryan (D)

14. David Joyce (R)

15. Steven Stivers (R)

16. Anthony Gonzalez (R)
Oklahoma

1. Kevin Hern (R)

2. Markwayne Mullin (R)

3. Frank Lucas (R)

4. Tom Cole (R)

5. Kendra Horn (D)
Oregon

1. Suzanne Bonamici (D)

2. Greg Walden (R)

3. Earl Blumenauer (D)

4. Peter DeFazio (D)

5. Kurt Schrader (D)
Pennsylvanie

1. Brian Fitzpatrick (R)

2. Brendan Boyle (D)

3. Dwight Evans (D)

4. Madeleine Dean (D)

5. Mary Scanlon (D)

6. Chrissy Houlahan (D)

7. Susan Wild (D)

8. Matt Cartwright (D)

9. Dan Meuser (R)

10. Scott Perry (R)

11. Lloyd Smucker (R)

12. Fred Keller (R)

13. John Joyce (R)

14. Guy Reschenthaler (R)

15. Glenn Thompson (R)

16. Mike Kelly (R)

17. Conor Lamb (D)

18. Mike Doyle (D)
Rhode Island

1. David Cicilline (D)

2. James Langevin (D)
Tennessee

1. Phil Roe (R)

2. Tim Burchett (R)

3. Chuck Fleischmann (R)

4. Scott DesJarlais (R)

5. Jim Cooper (D)

6. John Rose (R)

7. Mark E. Green (R)

8. David Kustoff (R)

9. Steve Cohen (D)
Texas

1. Louie Gohmert (R)

2. Dan Crenshaw (R)

3. Van Taylor (R)

4. John Ratcliffe (R)

5. Lance Gooden (R)

6. Ron Wright (R)

7. Lizzie Fletcher (D)

8. Kevin Brady (R)

9. Al Green (D)

10. Michael McCaul (R)

11. Mike Conaway (R)

12. Kay Granger (R)

13. Mac Thornberry (R)

14. Randy Weber (R)

15. Vicente Gonzalez (D)

16. Veronica Escobar (D)

17. Bill Flores (R)

18. Sheila Jackson Lee (D)

19. Jodey Arrington (R)

20. Joaquín Castro (D)

21. Chip Roy (R)

22. Pete Olson (R)

23. Will Hurd (R)

24. Kenny Marchant (R)

25. Roger Williams (R)

26. Michael Burgess (R)

27. Michael Cloud (R)

28. Henry Cuellar (D)

29. Sylvia Garcia (D)

30. Eddie Bernice Johnson (D)

31. John Carter (R)

32. Colin Allred (D)

33. Marc Veasey (D)

34. Filemon Vela (D)

35. Lloyd Doggett (D)

36. Brian Babin (R)
Utah

1. Rob Bishop (R)

2. Chris Stewart (R)

3. John Curtis

4. Ben McAdams (D)
Vermont

AL. Peter Welch (D)
Virginie

1. Rob Wittman (R)

2. Elaine Luria (D)

3. Bobby Scott (D)

4. Donald McEachin (D)

5. Denver Riggleman (R)

6. Ben Cline (R)

7. Abigail Spanberger (D)

8. Don Beyer (D)

9. Morgan Griffith (R)

10. Jennifer Wexton (D)

11. Gerry Connolly (D)
Virginie Occidentale

1. David McKinley (R)

2. Alex Mooney (R)

3. Carol Miller (R)
Washington

1. Suzan DelBene (D)

2. Rick Larsen (D)

3. Jaime Herrera Beutler (R)

4. Dan Newhouse (R)

5. Cathy McMorris Rodgers (R)

6. Derek Kilmer (D)

7. Pramila Jayapal (D)

8. Dave Reichert (R)

9. Adam Smith (D)

10. Dennis Heck (D)
Wisconsin

1. Bryan Steil (R)

2. Mark Pocan (D)

3. Ron Kind (D)

4. Gwen Moore (D)

5. Jim Sensenbrenner (R)

6. Glenn Grothman (R)

7. Tom Tiffany

8. Mike Gallagher (R)
Wyoming

AL. Liz Cheney (R)
Membres non votants
- Samoa américaines : Amata Coleman Radewagen (R)
- District de Columbia : Eleanor Holmes Norton (D)
- Guam : Michael San Nicolas (D)
- Îles Mariannes du Nord : Gregorio Sablan (I)
- Porto Rico : Jenniffer González (R/PNP)
- Îles Vierges américaines : Stacey Plaskett (D)

### Changements dans la composition des chambres
| État    | Sortant        | Sortant | Sortant     | Entrant        | Entrant | Entrant     |
| État    | Sénateur       | Parti   | Parti       | Sénateur       | Parti   | Parti       |
| ------- | -------------- | ------- | ----------- | -------------- | ------- | ----------- |
| Géorgie | Kelly Loeffler |         | Républicain | Kelly Loeffler |         | Républicain |

| District                        | Sortant             | Sortant | Sortant     | Entrant      | Entrant | Entrant     |
| District                        | Représentant        | Parti   | Parti       | Représentant | Parti   | Parti       |
| ------------------------------- | ------------------- | ------- | ----------- | ------------ | ------- | ----------- |
| 9e district de Caroline du Nord | Vacant              | Vacant  | Vacant      | Dan Bishop   |         | Républicain |
| 12e district de Pennsylvanie    | Tom Marino          |         | Républicain | Fred Keller  |         | Républicain |
| 3e district de Caroline du Nord | Walter B. Jones Jr. |         | Républicain | Greg Murphy  |         | Républicain |
| 7e district du Wisconsin        | Sean Duffy          |         | Républicain | Tom Tiffany  |         | Républicain |
| 27e district de New York        | Chris Collins       |         | Républicain | Chris Jacobs |         | Républicain |
| 7e district du Maryland         | Elijah Cummings     |         | Démocrate   | Kweisi Mfume |         | Démocrate   |
| 25e district de Californie      | Katie Hill          |         | Démocrate   | Mike Garcia  |         | Républicain |
| 50e district de Californie      | Duncan D. Hunter    |         | Républicain | Vacant       | Vacant  | Vacant      |

## Religion des membres du 116econgrès
Le Pew Research Center compile les déclarations de chacun des représentants et sénateurs sur leur propre religion et le 116e congrès est donc composé de la manière suivante :
| Religion déclarée                       | Nombre d'élus |
| --------------------------------------- | ------------- |
| Catholicisme                            | 163           |
| Protestantisme sans autre spécification | 80            |
| Baptisme                                | 72            |
| Méthodisme                              | 42            |
| Judaïsme                                | 33            |
| Presbytérianisme                        | 26            |
| Luthéranisme                            | 26            |
| Anglicanisme ou épiscopalisme           | 25            |
| Inconnue ou refuse de répondre          | 18            |
| Mormonisme                              | 10            |
| Christianisme non dénominationnel       | 10            |
| Orthodoxie                              | 5             |
| Congrégationalisme                      | 4             |
| Hindouisme                              | 3             |
| Islam                                   | 3             |
| Universalisme unitarien                 | 2             |
| Adventisme                              | 2             |
| Bouddhisme                              | 2             |
| Pentecôtisme                            | 2             |
| Non affilié à une religion              | 1             |
| Restaurationnisme                       | 1             |
| Réformé                                 | 1             |
| Mouvement de sanctification             | 1             |